# 主動賓語序
在語言類型學中，主-动-宾语序（SVO，Subject–Verb–Object）指句子中主语（S）、宾语（O）、动词（V）按照“主-动-宾”的顺序排列。以人數計算，这种语序最為普及；以語言種類計算，這種語序為第二普及，次於主賓動語序（SOV，Subject–Object–Verb）。關於語序分類，詳見右表。
现代汉语的語序也被認為是SVO。“我爱你”这三个字，我是主语，爱是谓语，你就是宾语，不過汉语语法具有相当多語序為SOV的语言的特色，比如「我把你舉起來」這句話，語素就是以S-O-V的順序出現的。
虽然語序為SVO的語言數量不及語序為SOV的語言，SVO的語序為第二常用的語序，但也为数可观，且许多克里奧爾語的主要语序皆為SVO。
主要語序為SVO的語言主要集中於包括中國且直至印尼南島語系語言分佈區的東南亞地區、撒哈拉沙漠以南的許多非洲地區，以及歐洲和地中海周邊的地區，在此外的其他地區，此種語序並不普遍。
某些語序為SVO的语言（像漢語和英語）傾向於將形容詞置於名詞前，而其他的一些（如法語、西班牙語、越南語等）則傾向於將形容詞置於名詞後，在指名去向、時間等時，許多語序為SVO的語言（像英語、法語等）使用地點─經由─時間的順序，許多語序為SVO的語言將助動詞置於動詞之前。